# Club Deportivo Tenerife 2013-2014
Questa voce raccoglie le informazioni riguardanti il Club Deportivo Tenerife nelle competizioni ufficiali della stagione 2013-2014.

## Rosa

### Rosa 2013-2014
| N. |                   | Ruolo | Calciatore                   |
| -- | ----------------- | ----- | ---------------------------- |
| 1  | Spagna (bandiera) | P     | Sergio Aragoneses (capitano) |
| 2  | Spagna (bandiera) | D     | Salva Ruiz                   |
| 3  | Spagna (bandiera) | D     | Bruno González               |
| 4  | Spagna (bandiera) | D     | Francisco Tarantino          |
| 5  | Spagna (bandiera) | D     | Baltasar Rigo                |
| 6  | Spagna (bandiera) | C     | Iñigo Ros                    |
| 7  | Spagna (bandiera) | C     | Chechu                       |
| 8  | Spagna (bandiera) | C     | Cristo Martín                |
| 9  | Spagna (bandiera) | A     | Aridane                      |
| 10 | Spagna (bandiera) | C     | Suso Santana                 |
| 11 | Spagna (bandiera) | A     | Luismi Loro                  |
| 12 | Spagna (bandiera) | A     | Borja Pérez                  |
| 13 | Spagna (bandiera) | P     | Roberto Gutiérrez Díaz       |
| 14 | Spagna (bandiera) | C     | Carlos Ruiz Arenaga          |

| N. |                   | Ruolo | Calciatore      |
| -- | ----------------- | ----- | --------------- |
| 15 | Spagna (bandiera) | D     | Alberto Jiménez |
| 16 | Spagna (bandiera) | C     | Aitor Sanz      |
| 17 | Spagna (bandiera) | D     | Javi Moyano     |
| 18 | Spagna (bandiera) | C     | Ricardo León    |
| 19 | Spagna (bandiera) | C     | David Medina    |
| 20 | Spagna (bandiera) | C     | Óscar Rico      |
| 21 | Spagna (bandiera) | D     | Raúl Llorente   |
| 22 | Spagna (bandiera) | A     | Guillem Martí   |
| 23 | Spagna (bandiera) | D     | Raúl Cámara     |
| 24 | Spagna (bandiera) | C     | Aday            |
| 26 | Spagna (bandiera) | A     | Ayoze Pérez     |
| 27 | Spagna (bandiera) | C     | Quique Rivero   |
| 29 | Spagna (bandiera) | C     | Yeray           |

### Staff
- Allenatore:  Álvaro Cervera
- Direttore sportivo:  Quique Medina